# BK Kick
BK Kick var en fotbollsklubb från, Kroksbäck, Malmö. Klubben grundades 1926. 2013 var sista säsongen laget spelade seriespel, då i Division 7 Skåne Sydvästra.
Hemmaplan var Kroksbäck IP.

## Klubbmeriter
- Malmömästerskapet: 1955, 1964